# Francisco de Echave y Assu

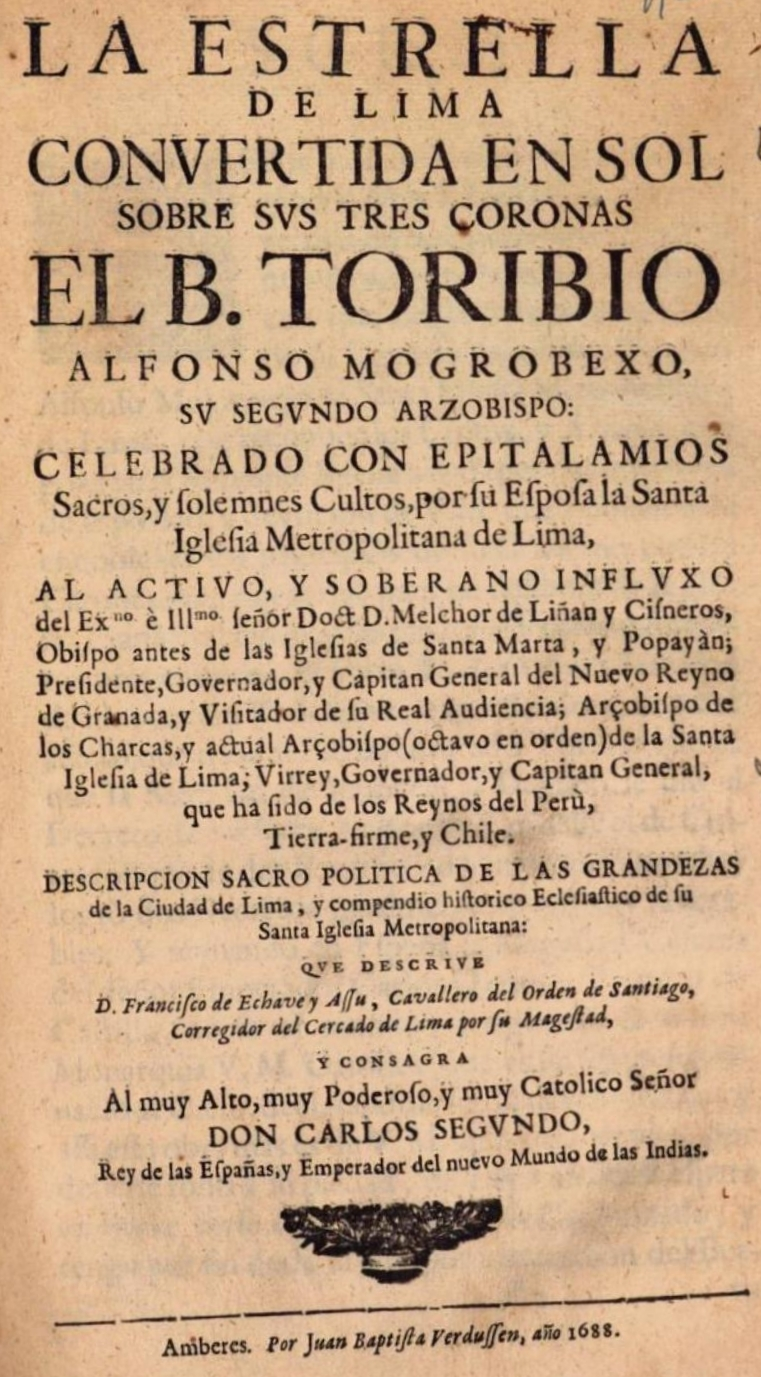
Portada de la obra La Estrella de Lima convertida en Sol sobre sus tres coronas, el beato Toribio Alfonso de Mogrovejo, su segundo arzobispo, escrita por Francisco de Echave y Assu (1688).

Francisco de Echave y Assu (Guetaria, Guipúzcoa, diciembre de 1642-?) fue un escritor, comerciante y funcionario español que sirvió en el virreinato del Perú. Arraigó en Lima, donde fue corregidor de la provincia del Cercado. Fue caballero de la Orden de Santiago. Es más conocido por ser el autor del libro La Estrella de Lima (Amberes, 1688), que conmemora la beatificación de Toribio de Mogrovejo, pero que es al mismo tiempo un cúmulo de valiosa información sobre la ciudad virreinal.

## Biografía
Nació en Guetaria, en la costa guipuzcoana, como hijo del segundo matrimonio de Pedro de Echave con Úrsula de Assu. Su familia estaba ligada al comercio y la navegación. Su madre era hermana de Juan Ramos de Assu, un próspero comerciante asentado en Lima desde los años 1630.
En 1660, se embarcó hacia América, llegando así a Lima, donde se alojó en la casa de su tío, quien le instruyó en el manejo de su negocio de importación de hierro. También consiguió un matrimonio ventajoso, con una rica hacendada criolla llamada María Díaz de Rojas y Alvarado, descendiente de los primeros conquistadores del Perú.
Incorporado así a la elite limeña, fue nombrado capitán de las milicias de la ciudad. También recibió el nombramiento real de corregidor de la provincia del Cercado de Lima, que incluía al pueblo de San Cristóbal, que era entonces un arrabal de la ciudad donde vivían segregados los indígenas.
Ejerció como tesorero de la Catedral, cuyas cuentas rindió en 1684. Se hallaba entonces en preparativo para viajar a España, pues necesitaba hacer gestiones para obtener el hábito de caballero de la Orden de Santiago. Posiblemente se embarcó a fines de 1686. Llevaba consigo un denso manuscrito que había redactado en homenaje al beato Toribio de Mogrovejo y a la ciudad de Lima.
La Universidad de San Marcos le dio poderes para que consiguiera una autorización real que permitiese continuar con el sistema de votación usual en la elección de catedráticos. En nombre del claustro presentó 10 000 escudos a la tesorería general del Consejo de Indias y logró la real cédula de 24 de noviembre de 1687, que concedió la mencionada petición.
En la corte, Echave se sirvió de sus relaciones con gente influyente que había conocido en el Perú. Incluso consiguió que se le nombrara alcalde de su natal Guetaria, en 1687. Finalmente, consiguió ser investido como caballero de la Orden de Santiago y radicó en la ciudad de Sevilla.

## La Estrella de Lima

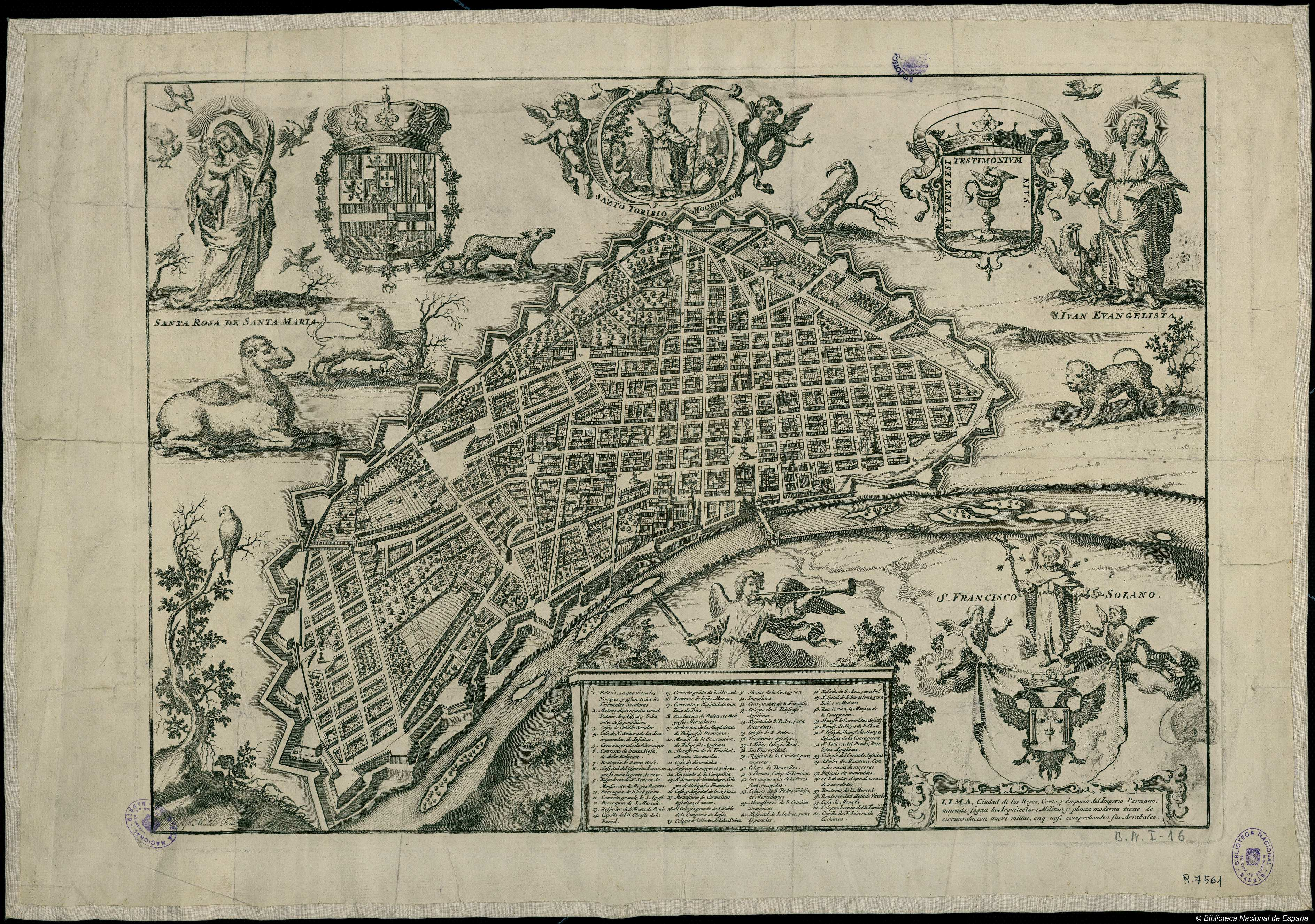
Plano de la ciudad de Lima, que figura en el libro La Estrella de Lima (1688). Grabado de Joseph Mulder.

Hizo imprimir en Amberes su libro titulado La Estrella de Lima convertida en Sol sobre sus tres coronas, el beato Toribio Alfonso de Mogrovejo, su segundo arzobispo. Se trata de un elogio biográfico de Toribio de Mogrovejo, que ejerció como arzobispo de Lima entre 1581 y 1606, y fue beatificado en 1679. Describe también las fiestas que se realizaron en Lima en 1680 con motivo de dicha beatificación, las cuales fueron muy fastuosas.
En dicha obra describió también la grandeza de la capital del virreinato del Perú, haciendo una relación histórica de su catedral, conventos, colegios, monasterios, hospitales, personalidades notables, etc.
Enrique Torres Saldamando analizó el estilo de esta obra y concluyó que su verdadero autor había sido el jesuita José de Buendía, cercano a Echave. Consideró que Echave no tenía la preparación intelectual suficiente como para escribir un libro de ese calado. Sin embargo el historiador Rubén Vargas Ugarte rechazó esta conjetura y consideró que el estilo muy rebuscado del libro no se conciliaba con el del padre Buendía.
En 2023 se hizo una nueva edición de esta obra.
También se le atribuye a Echave un Compendio de la historia eclesiástica de la iglesia de Lima.

## Descendencia
Tuvo un hijo, Pedro Antonio Echave y Rojas (1680-1726), nacido en Lima, que fue doctor en Leyes, magistrado, oidor de la Real Audiencia de Lima y caballero de la orden de Alcántara.